# Classic Brugge–De Panne 2022
46. ročník jednodenního cyklistického závodu Classic Brugge–De Panne (oficiálně Minerva Classic Brugge–De Panne) se konal 23. března 2022 v Belgii. Vítězem se stal Belgičan Tim Merlier z týmu Alpecin–Fenix. Na druhém a třetím místě se umístili Nizozemec Dylan Groenewegen (Team BikeExchange–Jayco) a Francouz Nacer Bouhanni (Arkéa–Samsic). Závod byl součástí UCI World Tour 2022 na úrovni 1.UWT a byl osmým závodem tohoto seriálu.

## Týmy
Závodu se zúčastnilo 16 z 18 UCI WorldTeamů a 8 UCI ProTeamů. Alpecin–Fenix a Arkéa–Samsic dostaly automatické pozvánky jako nejlepší UCI ProTeamy sezóny 2021, třetí nejlepší UCI ProTeam sezóny 2021, Team TotalEnergies, pak dostal také automatickou pozvánku. Dalších 5 UCI ProTeamů bylo vybráno organizátory závodu, KVC Panne Sportief. Každý tým přijel se sedmi závodníky kromě týmů Groupama–FDJ, Team Jumbo–Visma, Arkéa–Samsic a Team TotalEnergies s šesti jezdci, na start se tak postavilo 164 jezdců. Do cíle v De Panne dojelo 154 z nich.
UCI WorldTeamy
- Astana Qazaqstan Team
- Bora–Hansgrohe
- Cofidis
- EF Education–EasyPost
- Groupama–FDJ
- Intermarché–Wanty–Gobert Matériaux
- Israel–Premier Tech
- Lotto–Soudal
- Movistar Team
- Quick-Step–Alpha Vinyl
- Team Bahrain Victorious
- Team BikeExchange–Jayco
- Team DSM
- Team Jumbo–Visma
- Trek–Segafredo
- UAE Team Emirates

UCI ProTeamy
- Alpecin–Fenix
- Arkéa–Samsic
- B&B Hotels–KTM
- Bardiani–CSF–Faizanè
- Bingoal Pauwels Sauces WB
- Sport Vlaanderen–Baloise
- Team TotalEnergies
- Uno-X Pro Cycling Team

## Výsledky
| Pořadí | Jezdec                  | Tým                     | Čas        |
| ------ | ----------------------- | ----------------------- | ---------- |
| 1      | Tim Merlier (BEL)       | Alpecin–Fenix           | 4h 45' 41" |
| 2      | Dylan Groenewegen (NED) | Team BikeExchange–Jayco | + 0"       |
| 3      | Nacer Bouhanni (FRA)    | Arkéa–Samsic            | + 0"       |
| 4      | Max Walscheid (GER)     | Cofidis                 | + 0"       |
| 5      | Olav Kooij (NED)        | Team Jumbo–Visma        | + 0"       |
| 6      | Arnaud Démare (FRA)     | Groupama–FDJ            | + 0"       |
| 7      | Simone Consonni (ITA)   | Cofidis                 | + 0"       |
| 8      | Arnaud De Lie (BEL)     | Lotto–Soudal            | + 0"       |
| 9      | Jasper Styuven (BEL)    | Trek–Segafredo          | + 0"       |
| 10     | Heinrich Haussler (AUS) | Team Bahrain Victorious | + 0"       |